# Julien Rabin
Julien Rabin MEP (ur. 2 kwietnia 1819 w Pannecé, zm. 17 lutego 1876 w Nantes) – francuski duchowny rzymskokatolicki, misjonarz, prefekt apostolski Lhasy.

## Biografia
Ukończył niższe i wyższe seminarium duchowne w Nantes. 21 grudnia 1844 otrzymał święcenia prezbiteriatu i został kapłanem diecezji Nantes. Następnie pracował w diecezji jako nauczyciel i wikariusz parafialny.
22 stycznia 1849 wstąpił do Towarzystwa Misji Zagranicznych w Paryżu i po przygotowaniu, 23 grudnia tr. wyjechał do Indii, z misją przedostania się do Tybetu. Został mianowany wówczas prefektem apostolskim Lhasy, nowej jednostki administracyjnej Kościoła w Azji utworzonej trzy lata wcześniej przez papieża Grzegorza XVI.
W wyprawie do Tybetu towarzyszyło mu dwóch misjonarzy Nicolas-Michel Krick MEP i Bernard. Początkowo przebywali oni w Guwahati, w Indiach ucząc się języków. W listopadzie 1850 odbyli wycieczki przygotowawcze. W 1851 z Bernardem wyruszyli w górę Brahmaputry, dotarli do Asamu oraz stwierdzili niemożność wkroczenia do Tybetu przez Bhutan. Z powodu gorączki o. Rabin zawrócił do Indii.
W 1852 zrezygnował z funkcji prefekta i 22 lutego 1852 wyruszył do Francji. Przez resztę życia pracował duszpastersko w diecezji Nantes.